# Hélécine
Hélécine (em valão: Elessene, em neerlandês: Heilissem) é um município da Bélgica localizado no distrito de Nivelles, província de Brabante Valão, região da Valônia.